# Landing on Water
Landing on Water è un album di Neil Young, pubblicato nel 1986.

## Il disco
Il sound è pesantemente influenzato dai sintetizzatori e dalle percussioni del batterista Steve Jordan, tuttavia senza gli eccessi di molti brani di Trans. Troviamo anche l'uso di vocoder e parti di un coro di ragazzini di San Francisco in alcune canzoni.
Il brano Hippie Dream è probabilmente dedicato ai vecchi amici-nemici Crosby, Stills & Nash.
Molti critici lo considerano il suo album peggiore, e forse potrebbe anche essere considerato come uno scherzo fatto da Young a David Geffen, dopo le varie liti legali; infatti il contratto discografico con lui sarebbe scaduto dopo ancora un album (con il successivo Life).
Un'altra interpretazione della scelta di pubblicare un disco come questo è l'insofferenza di Young (simile a quella di altri musicisti come Bob Dylan e Lou Reed) per l'ambiente musicale degli anni ottanta, difatti qui se le melodie tendono ad essere scanzonate i testi sono spesso malinconici. Il persistere di ritmo sincopato, vocine, assoli veloci, synth e altri stilemi inusuali per Young fanno pensare ad una parodia del genere pop-rock tanto in voga nelle classifiche di quegli anni e un attacco all'artificiosità dello stile MTV che si ritrova ancora più esplicito in This Note's for You. Si potrebbero riconoscere citazioni ironiche di Van Halen, Asia, gli Yes di 90125 e altri gruppi tipicamente adult oriented rock.

## Tracce
Testi e musiche di Neil Young.
1. Weight of the World – 3:40
2. Violent Side – 4:22
3. Hippie Dream – 4:11
4. Bad News Beat – 3:18
5. Touch the Night – 4:30
6. People on the Street – 4:33
7. Hard Luck Stories – 4:06
8. I Got a Problem – 3:16
9. Pressure – 2:46
10. Drifter – 5:05

## Formazione
- Neil Young - chitarra solista, voce e sintetizzatori
- Danny Kortchmar - chitarra, voce e sintetizzatori
- Steve Jordan - batteria, voce e sintetizzatori
- San Francisco Boys Chorus - cori sulle tracce 2 e 5